# Ranunculus cortusifolius
Ranunculus cortusifolius là một loài thực vật có hoa trong họ Mao lương. Loài này được Willd. miêu tả khoa học đầu tiên năm 1809.

## Hình ảnh

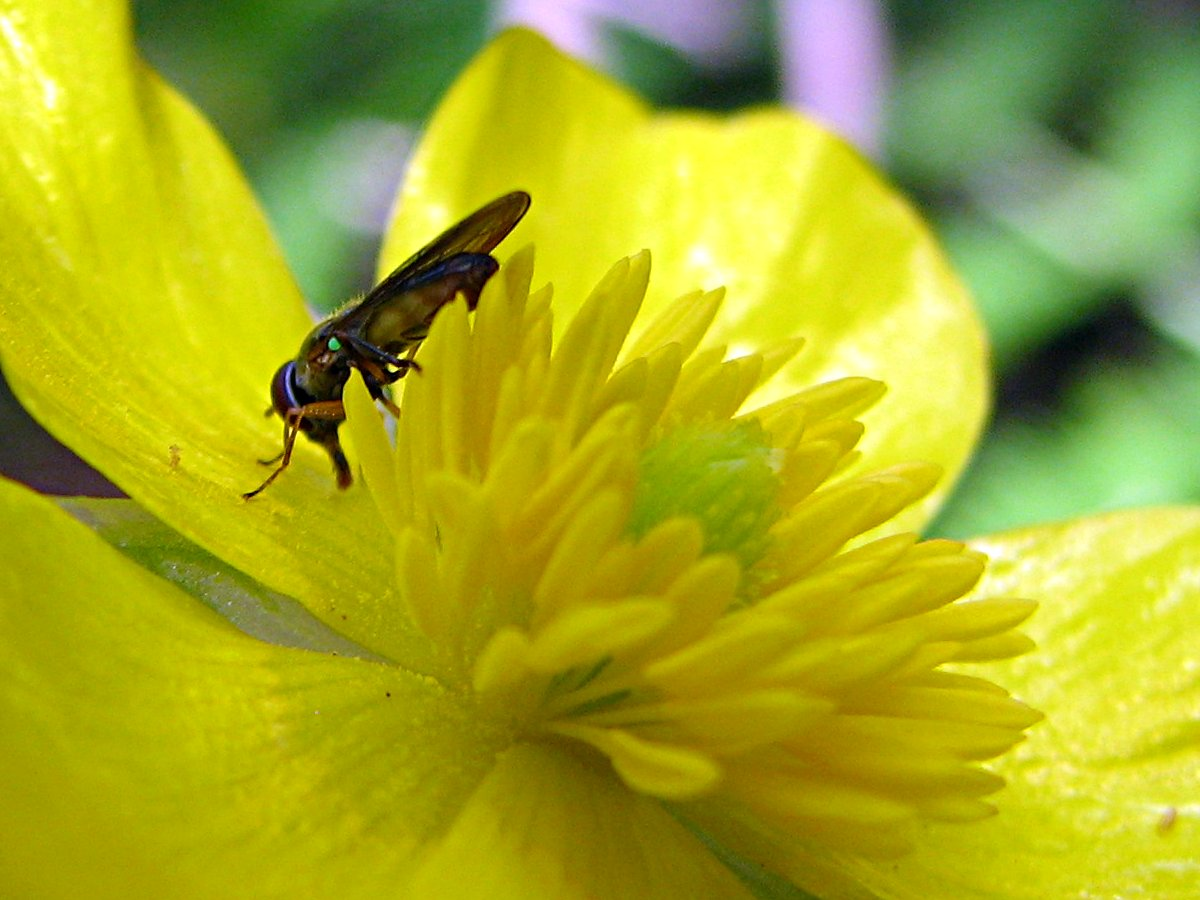
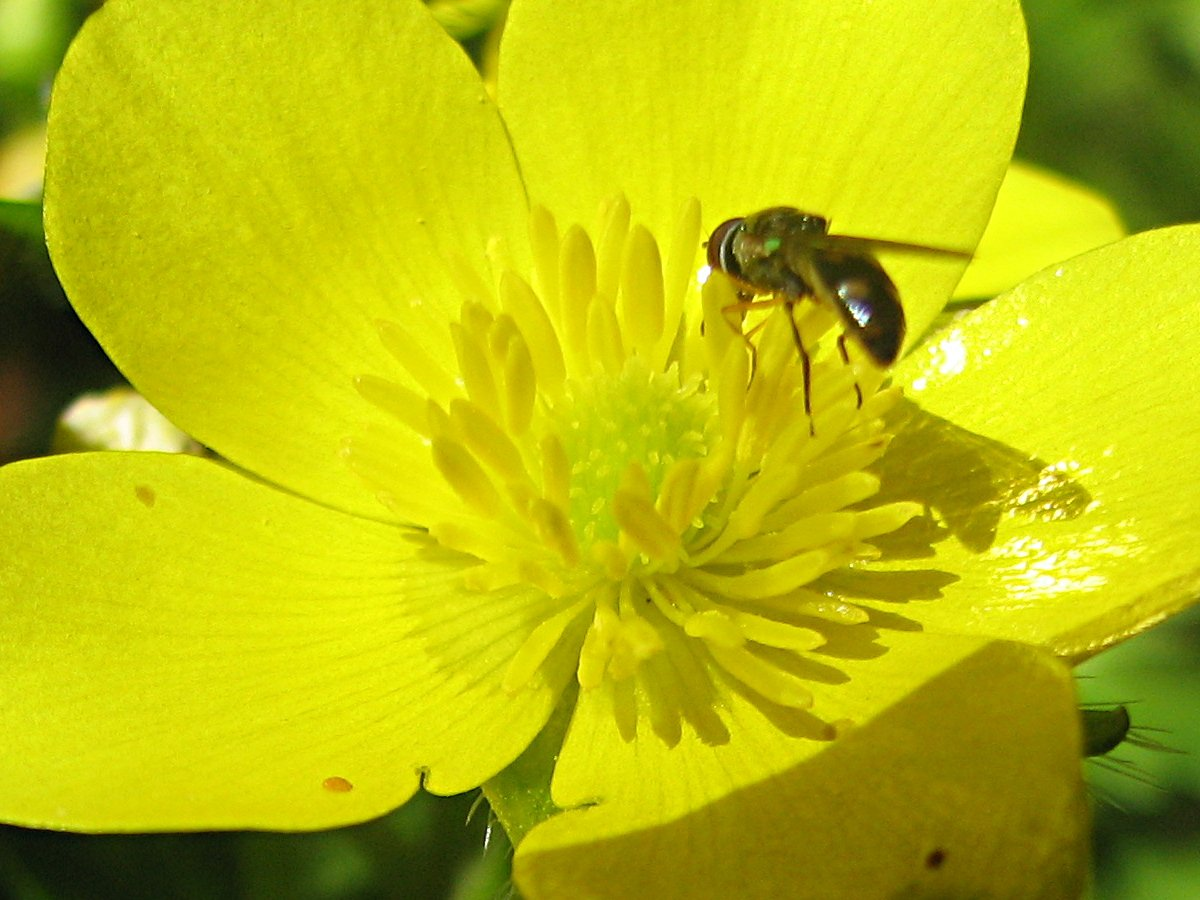
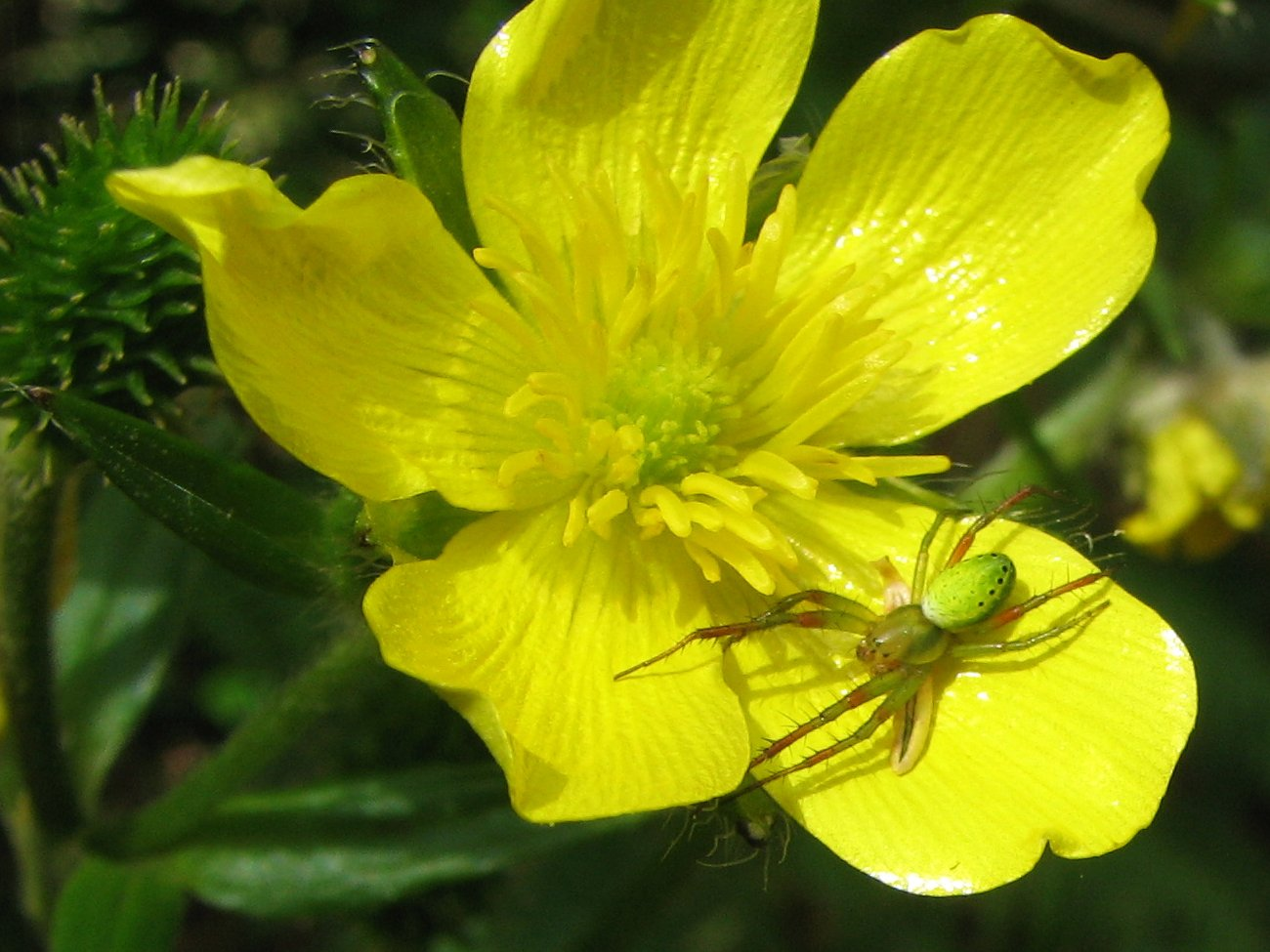
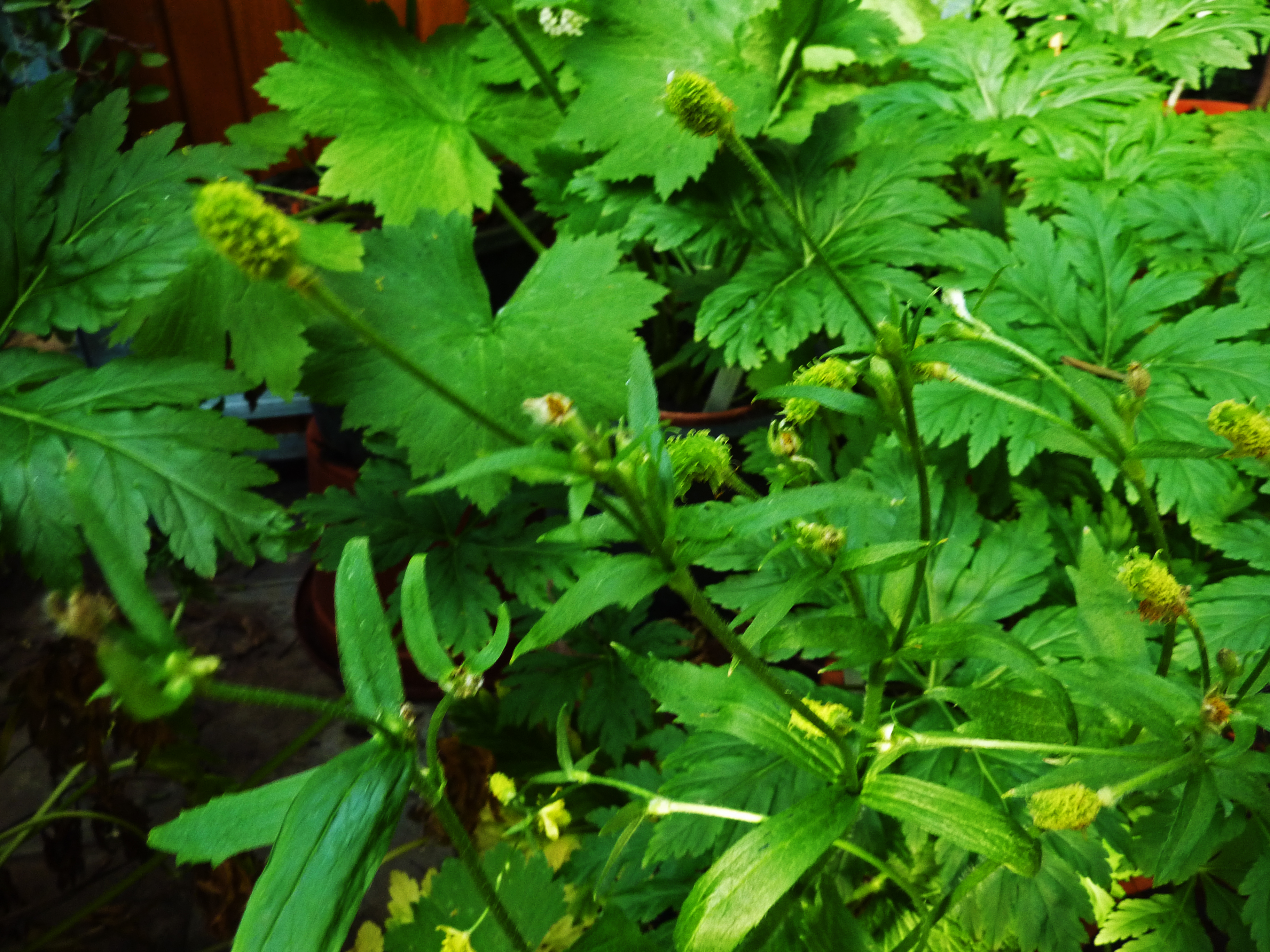